# Edwin Chiloba
Edwin Kiprotich Kiptoo, més conegut com a Edwin Chiloba   (Sergoit, 6 de febrer de 1997 - Eldoret, p. 1 de gener de 2023), va ser un dissenyador de moda, model i activista LGBT kenyà.

## Trajectòria
Va néixer a Sergoit, una petita població situada al subcomtat de Keiyo North, al comtat d'Elgeyo-Marakwet. De ben jove va perdre la mare i quan anava a l'institut va quedar també orfe de pare. Es va criar professant la fe catòlica i, de fet, va formar part del grup de joves cristians de l'Escola Primària de Sergoit.
Es va passar l'etapa formativa anant d'una casa d'un parent a l'altra fins que es va matricular a la Universitat Moi per a cursar-hi un grau en Magisteri. En el tercer curs d'universitat, es va iniciar en el món de la moda triant indumentàries i assistint a sessions fotogràfiques i concursos de bellesa. Tot això ja disgustava la seva família, però quan va decidir deixar la carrera, alguns van arribar a creure que estava influït per Satan. Va decidir mudar-se a Nairobi, la capital del país, amb l'objectiu d'esdevenir dissenyador de moda. Aleshores va conèixer a través de Facebook en Peter i la Donna Pfaltzgraff, una parella de missioners establerts a Kenya que el 2019 el van ajudar a reubicar-se a Eldoret per a estudiar un curs de Disseny de Moda a la Universitat d'Eldoret. El 2021, va ser nominat com a Pulse Fashion Influencer de l'any. Tenia una marca de moda anomenada Chiloba Designs.
En paral·lel a l'activitat en el camp de la moda, es dedicava a l'activisme LGBT. En una publicació a Instagram del 2022, va assegurar que «lluitaria per totes les persones marginades» i es va atribuir a si mateix aquesta marginació.

## Mort
El 6 de gener del 2023, el seu cos inert va ser trobat en un bagul de metall a la carretera, prop de la ciutat d'Eldoret, a la província de la Vall del Rift. Ho va reportar a la policia el conductor d'un mototaxi, que va afirmar haver vist com tiraven el bagul des d'un cotxe sense matrícula. Van trobar el cos revestit amb «roba de dona» i el van transportar al Moi Teaching and Referral Hospital per a investigar-ne la causa de mort. Chiloba havia desaparegut per cap d'any, quan tornava a casa acompanyat de les seves amistats de matinada. Els veïns van apuntar percebre certa commoció i plor venint del carrer, que en poc temps es va aturar, i es creu que és aleshores quan va morir. En resposta al crim, la policia regional va arrestar Jackton Odhiambo, un fotògraf de 24 anys que era amic de tota la vida o parella de Chiloba i l'havia vingut a visitar de Nairobi. Així mateix, el 8 de gener del 2023 es va anunciar que havien detingut tres persones més en relació amb els fets. Les organitzacions pels drets humans van lligar l'assassinat amb la seva orientació sexual, però per a les autoritats encara és motiu de discussió. Segons l'autòpsia efectuada a l'hospital, va morir per asfíxia i tenia els narius i la boca tapats amb trossos de texans i mitjons. Finalment, el cos de Chiloba va ser enterrat a Sergoit, la seva població natal, el 17 de gener del 2023.